# گوردیییه
گوردیییه (به صربی: Gurdijelje) یک منطقهٔ مسکونی در صربستان است که در توتین، صربستان واقع شده‌است. گوردیییه ۹۳ نفر جمعیت دارد.